# Smilodectes
Smilodectes es un género extinto de primates que vivieron en Wyoming. Poseía dedos y pulgares prénsiles. Smilodectes tenía un pequeño cráneo y el foramen magnum localizado en la parte posterior del cráneo, en el hueso occipital. 
Aparece durante el Eoceno, y se cree que está relacionado con los lémures.

## Especies
Hay tres especies descritas: Smilodectes gracilis, Smilodectes gingerichi y Smilodectes mcgrewi.

### Smilodectes gracilis
Smilodectes gracilis fue un primate adapiforme del Eoceno temprano, hace unos 55 millones de años. S. gracilis fue encontrado en tierras de Norteamérica y sobre la base de su morfología dental, S. gracilis fue un folívoro.

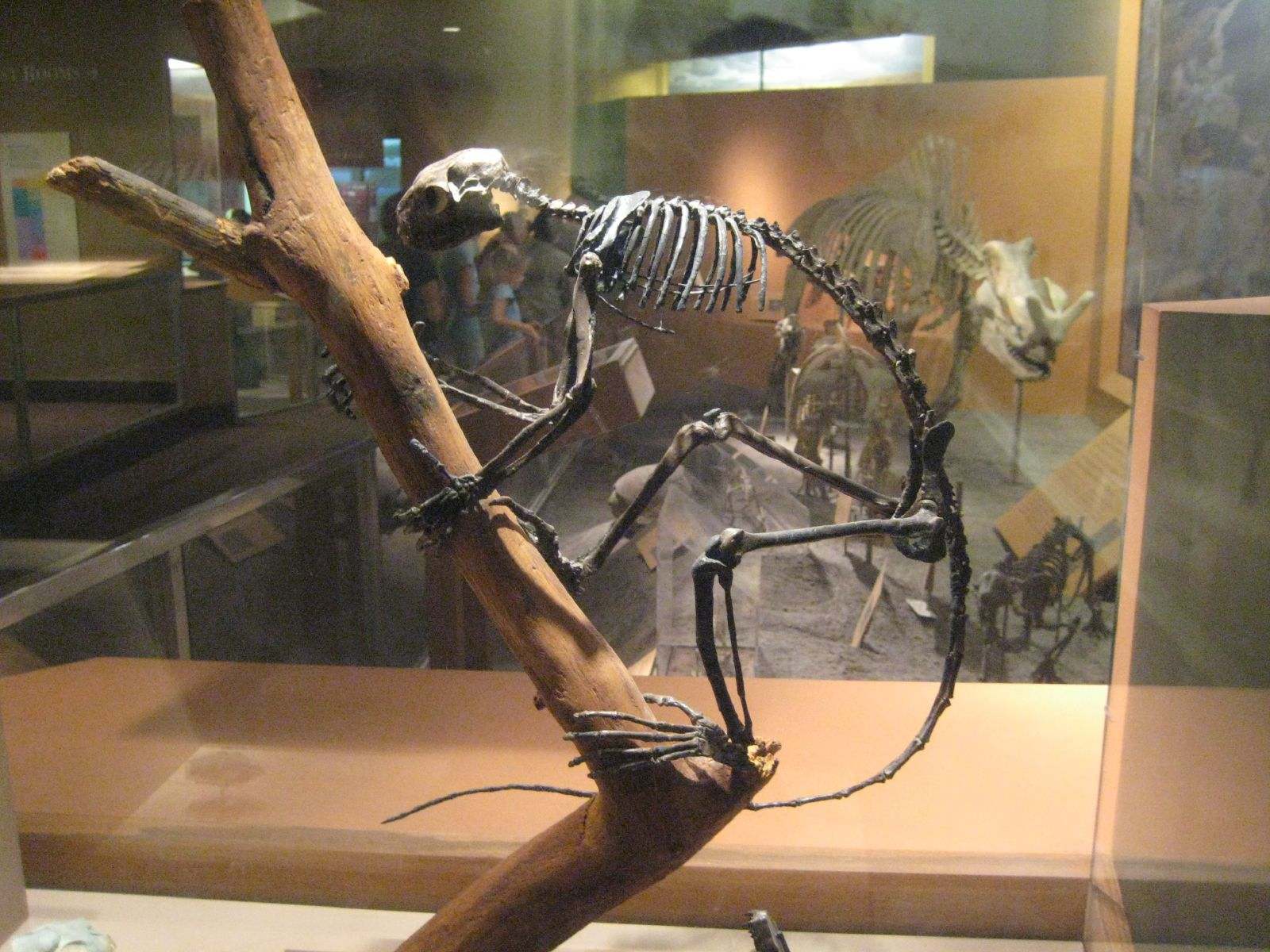
Smilodactes gracilis.

S. gracilis tenía una fórmula dental de 2:1:4:3 tanto en la parte superior e inferior de la mandíbula y tuvo un hocico relativamente corto, con hueso frontal redondeado en comparación con otros Notharctinae. Esta especie carece de fusión sínfisis tien bulbos olfatios reducidos en comparación con otros primates y un corte visual más expandido. Esto sugiere que era un animal diurno. S. gracilis tenía una capacidad craneal de 9,5 cc. Se cree que S. gracilis tenía una masa corporal promedio de alrededor de 2,1 kilogramos. Sobre la base de su esqueleto postcraneal S. gracilis fue un saltador.